# Takashi Kikutani
Takashi Kikutani (jap. 菊谷崇 Kikutani Takashi; ur. 24 lutego 1980 w Narze) – japoński rugbysta występujący na pozycji wiązacza młyna lub rwacza. Były zawodnik japońskiej reprezentacji, a także kapitan tejże.
Kikutani grę w rugby rozpoczynał w wieku 16 lat, wcześniej interesował się baseballem.
W reprezentacji Kwitnącej Wiśni zadebiutował 5 listopada 2005 roku w meczu przeciwko Hiszpanii. W listopadzie 2008 roku został kapitanem drużyny narodowej. Z kadrą w 2011 roku wywalczył mistrzostwo w Pucharze Narodów Pacyfiku, a także Pucharze Pięciu Narodów Azji. Kikutani znalazł się również w kadrze reprezentacji Japonii na Puchar Świata w 2011 roku. Na turnieju tym wystąpił we wszystkich czterech meczach swojej drużyny. Po Pucharze Świata Kikutani ogłosił zakończenie reprezentacyjnej kariery, grał jednak w kadrze w kolejnych dwóch latach.